# 重庆理工大学
29°27′19″N 106°31′35″E / 29.45528°N 106.52639°E
重庆理工大学（英語：Chongqing University of Technology），简称重理工，是原中华人民共和国兵器工业部直属的七所本科院校之一。重庆理工大学的前身是1940年9月18日成立的兵工署第11技工学校，因附设在21兵工厂，简称21厂技校，对外化名为士继公学。后又于三线建设期间，为战备保密，对外称为71仪表厂。1999年，学校由中国兵器工业总公司划转重庆市管理，实行中央与地方共建、以地方管理为主的管理体制，同年更名为重庆工学院。2009年，经教育部批准，学校更名为重庆理工大学，為以工学、经济学、管理学、理学为主要学科门类，文、法、医、艺等协调发展的普通高等院校。

## 校史

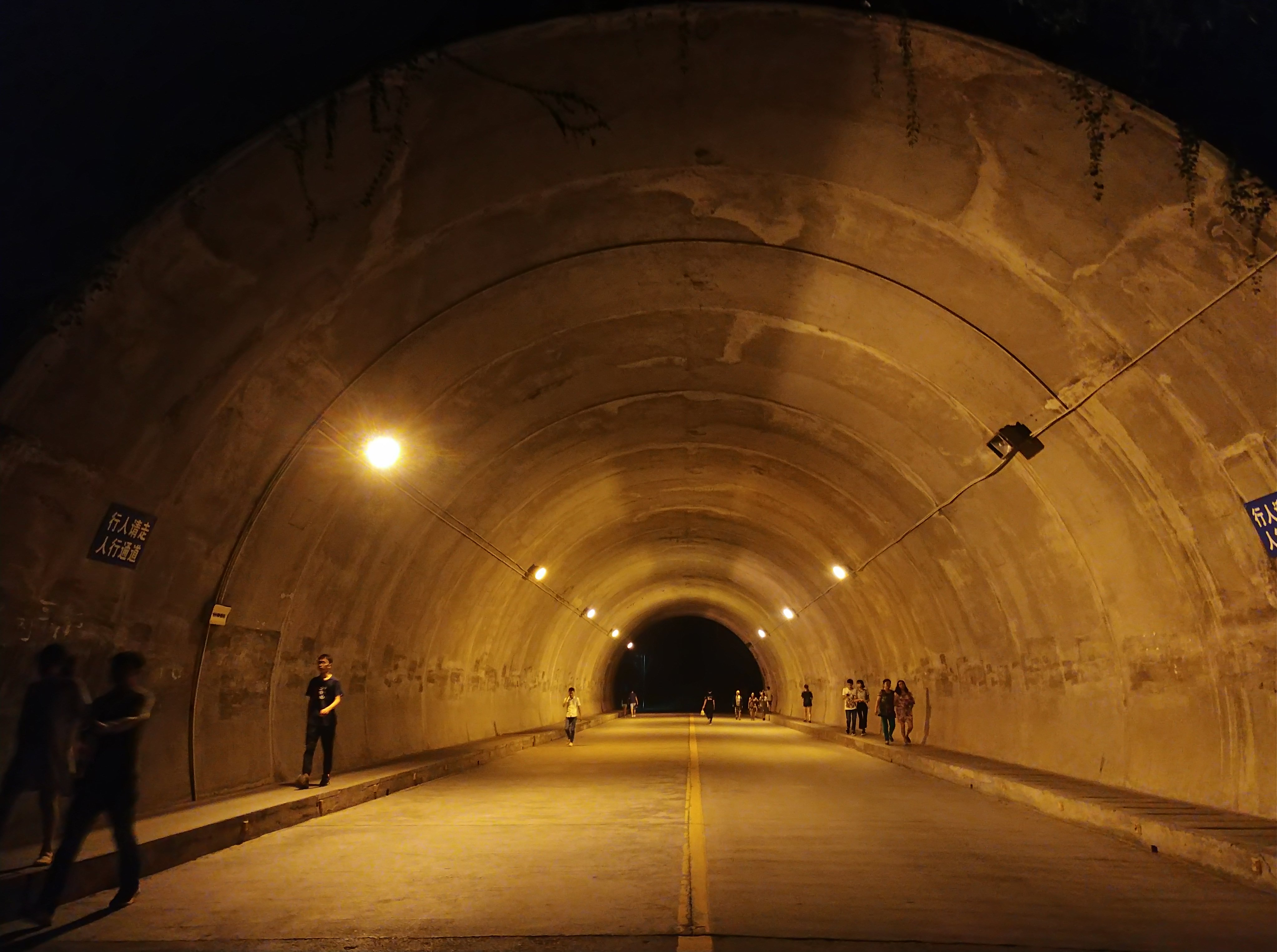
士继门

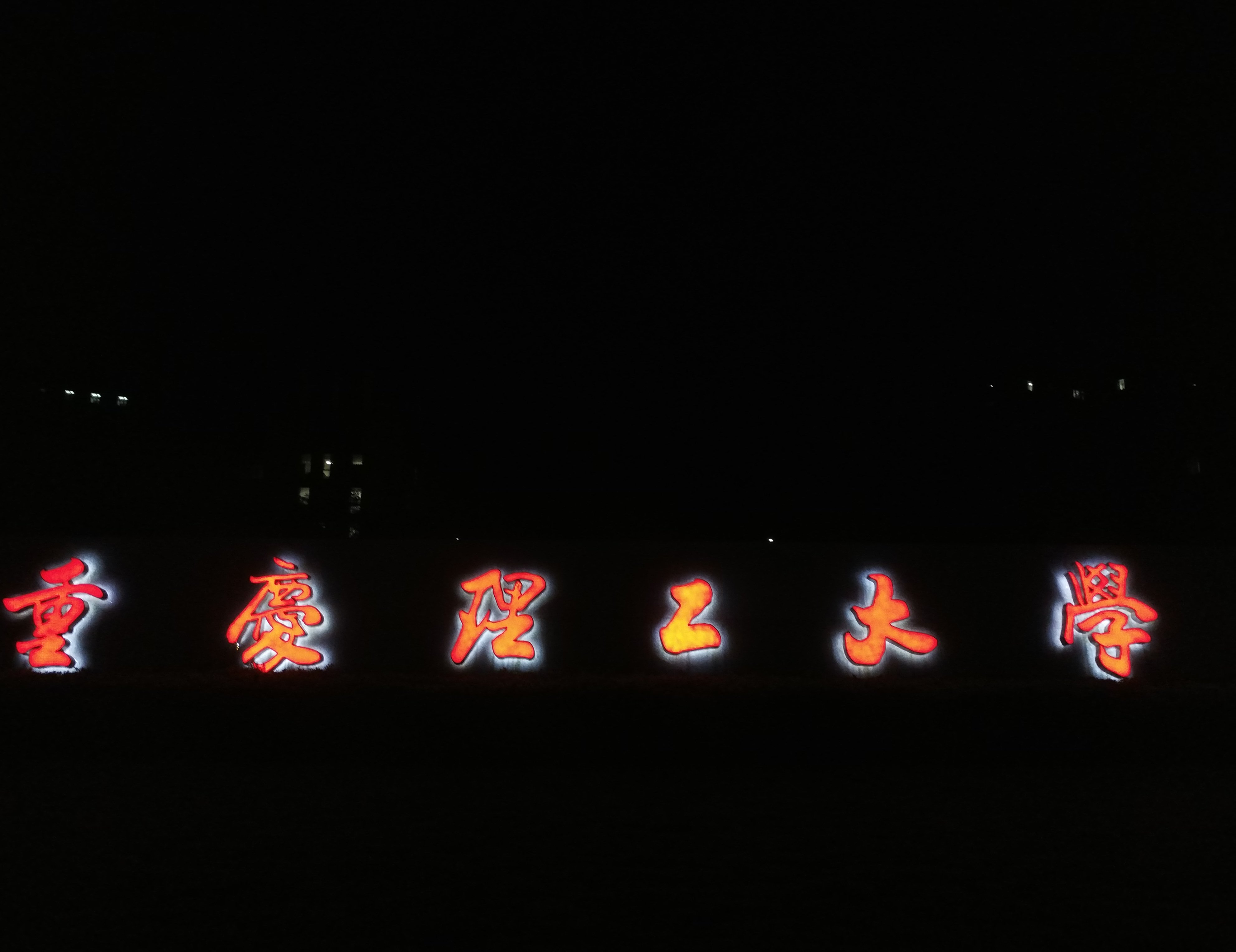
由欧阳中石题写的校名

1940年9月18日，歸中央國民政府國防部與兵工署共同管理，為保密對外化名为“士继公学”的首任校长为李承干中将的重庆理工大学前身兵工署第11技工学校成立，其在新中国成立前为国民政府培养武器制造专业人才，当时为大规模生产国民革命军制式装备中正式步枪起到了重要作用。
1949年11月末，中國人民解放軍占领重慶，解放军与时任国民党21兵工厂厂长的俞濯之交涉接管事宜。12月1日，西南军政委员会工业部正式接管21兵工厂和11技工學校，不久21兵工厂改为456厂。1950年9月，兵工署第十一技工学院更名二十一厂工业职业学校。1952年11月，二十一厂工业职业学校更名为西南工业学校。
1952年11月至1965年4月，西南工业学校依次更名为重庆机械工业学校、西南第一工业学校、重庆工业学校、重庆机械制造工业学校、重庆第一机械制造工业学校、重庆工业专科学校、重庆第一机械制造工业学校、重庆第一机械工业学校 。
1965年4月重庆第一机械工业学校升格并更名为重庆工业学院，隶属于第五机械工业部，含国防部与兵器工业部数个重点实验室；1969年7月，化名国营七一仪表厂；1984年3月经国家教育委员会批准改建为重庆工业管理学院。
1999年5月，重庆工业管理学院更名为重庆工学院；2001年，重庆市经济管理干部学院整体并入重庆工学院；2009年3月，中華人民共和國教育部下文同意該校更名为“重庆理工大学”，遂增报之数个汽车工业重点实验室建成。同年5月16日正式接牌，更名為“重慶理工大學”。中央与地方共建、以地方管理为主的管理。

## 校区设置

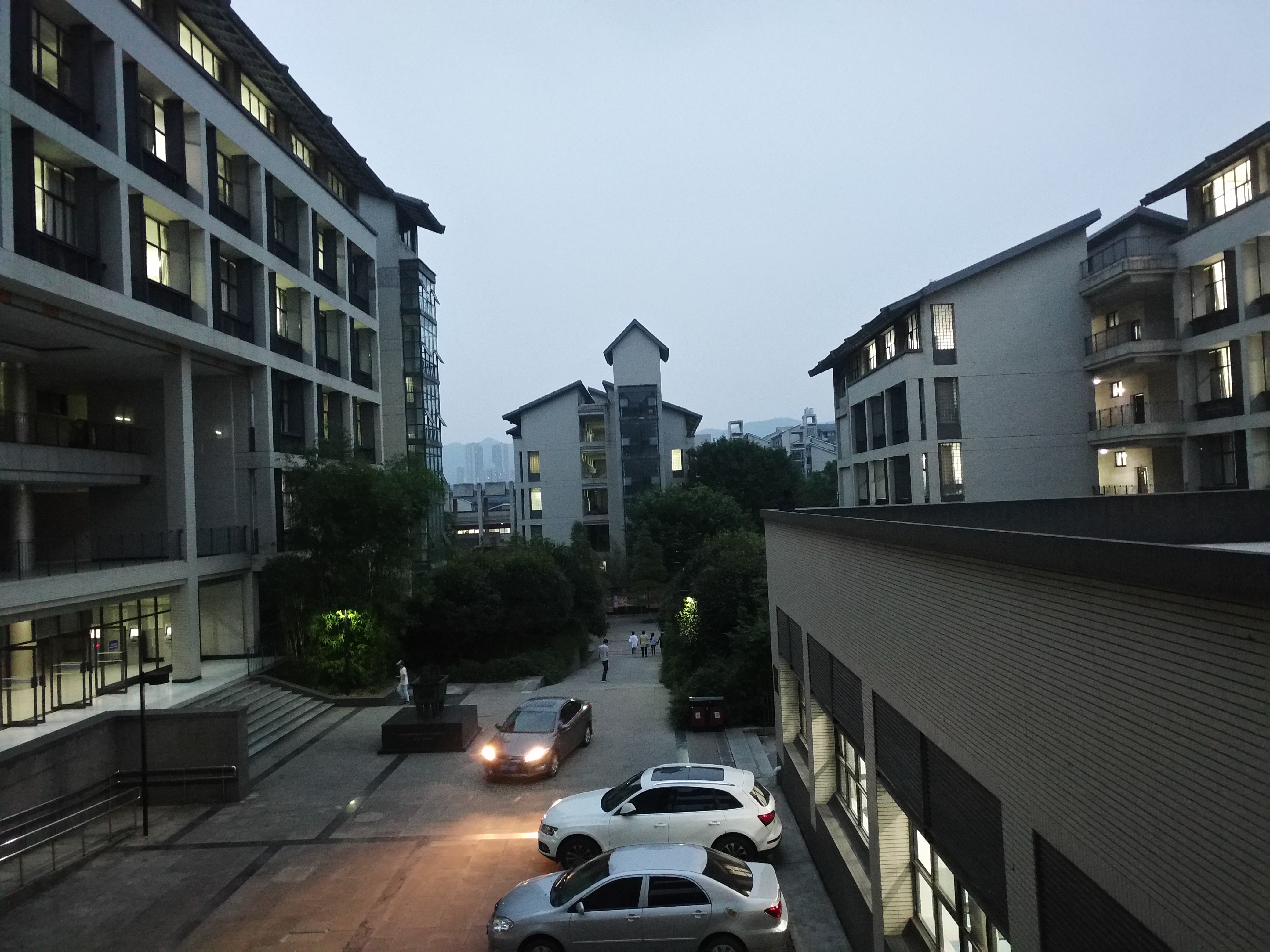
花溪校区教学楼

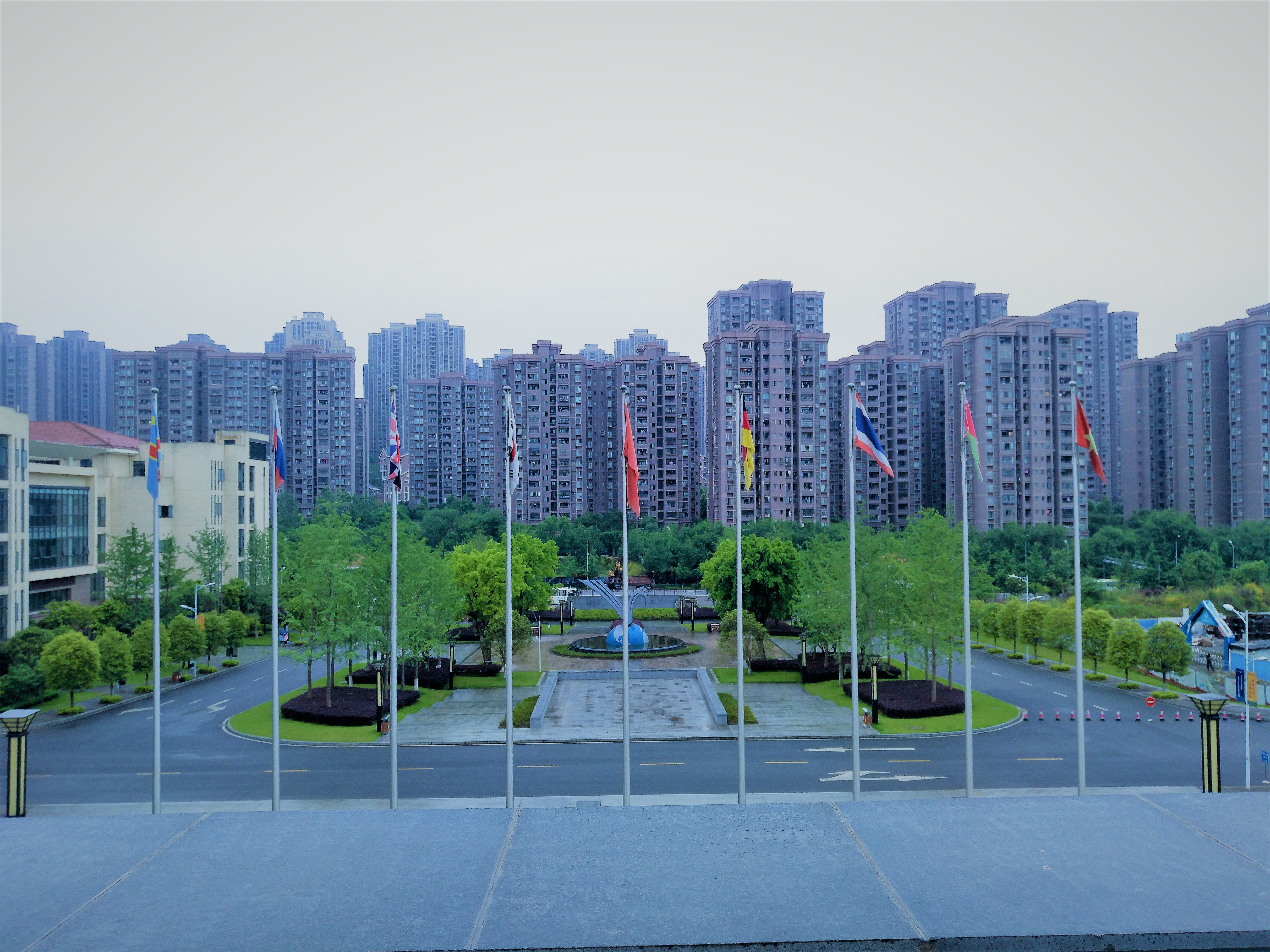
从时钟台眺望两江校区

重庆理工大学共设有三个校区，即杨家坪校区、花溪校区和两江校区。其中，普通本科新生大一就读于渝北两江校区，二年级迁回巴南花溪校区就读。而重庆两江KAIST国际项目的学生在国内学习期间均就读于重庆理工大学渝北两江校区。

### 杨家坪校区
位于重庆市九龙坡区杨家坪街道兴胜路4号，邮政编码为400050，是重庆理工大学前身重庆工学院的旧址，现已作为重庆理工大学MBA杨家坪教育中心。校区內有綠瓦樓,建于1944年，原为国民政府军委会直辖兵团和第八战区司令部所在地。為重慶市文物保護單位。

### 花溪校区
位于重庆市巴南区花溪街道红光大道69号，邮政编码为400054，是重庆理工大学的主校区，现作为大部分大二至大四学生就读的校区。该校区于2005年9月投用，临近重庆主城南端李家沱商圈。校内花溪河萦绕其间，镜湖镶嵌在实验楼、教学楼、校园广场、中山图书馆之中；杨家山健身步道连接第一、第二运动场，山顶建有健身器材；郁郁葱葱的蝴蝶山连接着曲径小桥、中门、大门与汽车博物馆，而学生活动中心则位于体育馆和留学生公寓对面。

### 两江校区

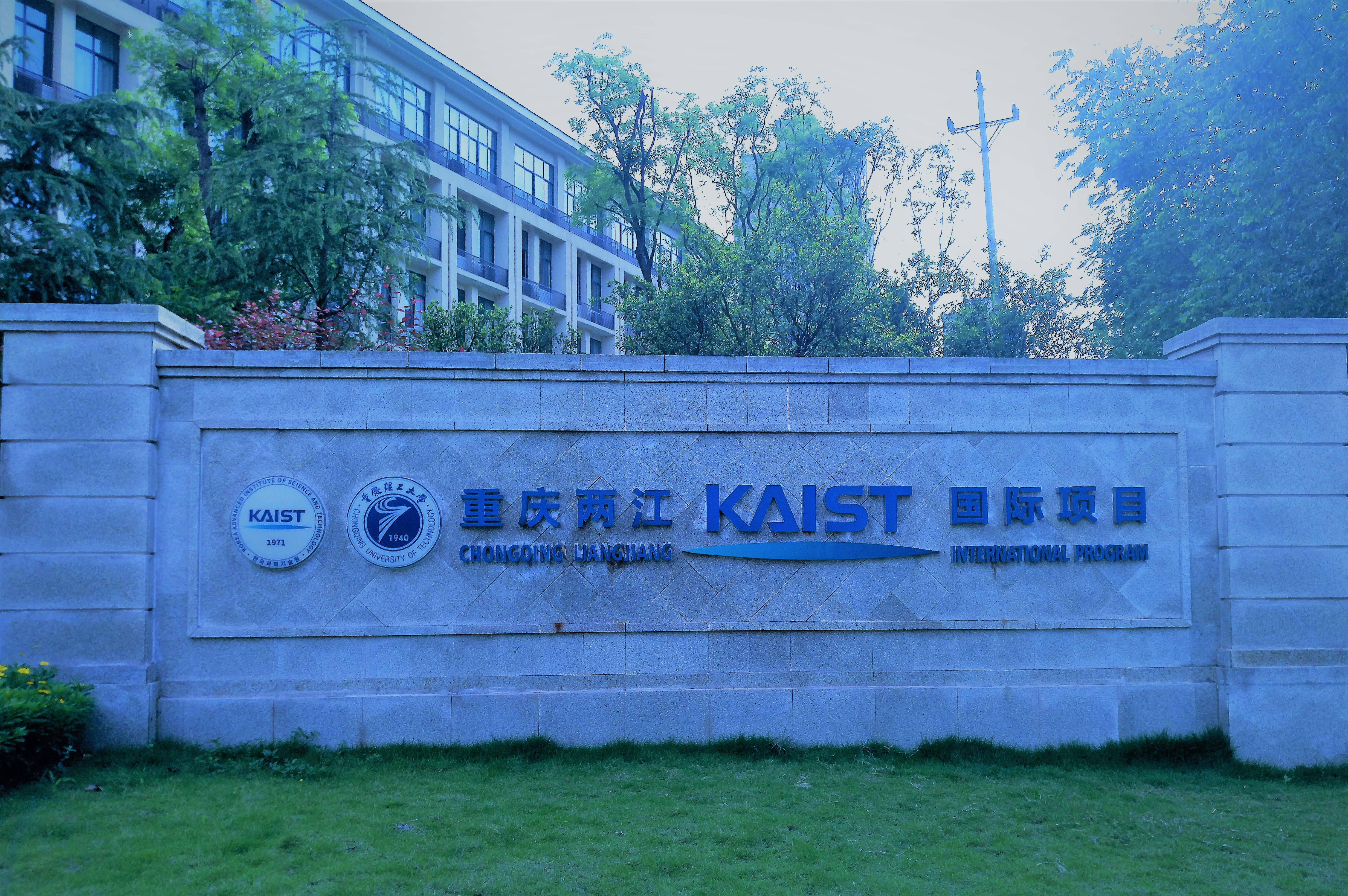
与KAIST的合作标志牌

位于重庆市渝北区龙兴镇普福大道459号，邮政编码为401135,是重庆两江新区管委会与重庆理工大学合作共建的，重庆理工大学与世界一流名校韩国科学技术院（英語：KAIST）合作办学的校区。两江校区2010年6月18日建立，于2014年9月正式投入使用，坐落在重庆两江新区中韩产业园。
重庆理工大学两江学院与韩国科学技术院开展了电子信息工程、计算机科学与技术两个本科专业，及信息与通信工程、计算机科学与技术两个硕士研究生专业合作，符合标准的学生均可获得到留学的机会，取得的本科、硕士学位。同时两校在重庆理工大学两江国际学院共同建立了电气与电子工程重庆研究中心”和“计算机科学与技术重庆研究中心”两个研究中心。

## 学术

### 国家级特色专业
- 车辆工程
- 会计学
- 计算机科学与技术
- 材料成型及控制

### 重庆市市级特色专业
- 材料科学与工程
- 电子信息工程
- 机械设计制造及其自动化
- 人力资源管理
- 自动化
- 信息管理与信息系统
- 知识产权

### 教育部重点实验室
- 汽车零部件先进制造技术教育部重点实验室

### 教育部工程研究中心
- 机械检测技术与装备教育部工程研究中心

### 科技部生产力促进中心
- 激光快速原形及模具制造生产力促进中心（重庆）[43]

## 学校文化

### 校训
明德笃行，自强日新

"明德"，语出《大学》（"大学之道，在明明德"），即认同、践行和彰显美德，要求学校以德为立校之本，把德育放在首位，推进以德治校与依法治校的有机结合，"明德"同时也力求学校师生员工以德为立人之本。
"笃行"，语出《礼记·中庸》（"博学之，审问之，慎思之，明辨之，笃行之。""笃行"是为学的最后阶段，就是要学有所得，践履所学，做到"知行合一"。
"自强日新"，源于学校校歌， 校歌中提到"沉着毅勇，自强日新，我们是工业的劲军……"。"自强"：自立自强，顽强拼搏，努力向上，永不懈怠；"日新"：勇于开拓，不断创新，追求超越，求新求变，日日更新，每天都有新变化，每天都有新进步。一九四三年，李承干校长在《技工学校校庆日告诸生语》中也提到自然科学为今世立国利民之所必需，吾人既厕身于工艺事业，应知自然科学因日用而日新月异，须时常研讨以免后时，故孜孜好学、以求精进。只有追踪前沿，开拓创新，勇于进取，不断发展，才不会落后于时代，才可以引领时代。

### 校徽
重庆理工大学的的现今的校徽徽标是在原校徽基础上修改而成，尊重了校徽图形的历史延续性。整个图案由字母“CQUT”巧妙组成，代表重庆理工大学；又似变形的跑道，三条跑道喻为学校人才培养、科学研究、社会服务三大职能；也象征重庆理工大学及成千上万青年学子一往无前，奔向灿烂前程。徽标图案像一只展翅翱翔、奋勇腾飞的大鹏搏击长空，展示了学校“自强不息、求实创新”的大学精神。而主色为蓝色，象征海阔天空任我跃。

### 校歌
校歌是原《第二十一兵工厂技工学校校歌》，由郭沫若作词，贺绿汀作曲，详见重庆理工大学校歌。